# Ольшан, Ицхак
Ольшан (Ольшанский) Ицхак (19 февраля 1895, Ковно — 5 февраля 1983, Иерусалим) — израильский юрист, второй председатель Верховного суда Израиля (в 1954—1965 годах).

## Биография
Родился в купеческой семье Ошера Ольшанского и Либы Левиной. Получил традиционное еврейское образование. В 1912 году эмигрировал в Эрец-Исраэль, учился в гимназии «Герцлия». Во время Первой мировой войны служил в Еврейском легионе, получил звание сержанта. Принимал активное участие в организации «Хаганы» с момента её основания. В 1923 отправился в Лондон для учёбы в Школе экономики при Лондонском университете, которую окончил в 1927 году, получив степень магистра юриспруденции. В 1924 по 1927 год был представителем Гистадрута при лейбористской партии и секретарем «Поалей Цион» в Великобритании.
В 1927 году вернулся в Эрец-Исраэль, занимался частной адвокатской практикой. В рамках своей практики часто выступал на процессах, привлекавших внимание широкой общественности. Защищал евреев, попавших под суд после арабских волнений 1929 года, добившись оправдания для всех своих подзащитных. Участвовал в судебных разбирательствах, связанных с ограничениями, накладывавшимися британскими мандатными властями на объёмы еврейской иммиграции и на покупку земель евреями, представлял в суде интересы «Хаганы».
В 1948 году вошёл в состав Верховного суда Израиля. В 1951 году возглавлял центральную избирательную комиссию на выборах в кнессет 2-го созыва. 11 декабря 1953 года был назначен заместителем председателя Верховного суда, а через восемь месяцев, 1 августа 1954 года был избран председателем (до 1965 года). В годы пребывания на этом посту Ольшан приложил усилия к формированию этического кодекса судей, в частности, включающего запрет на выражение политических взглядов. Возглавлял комиссию по расследованию «дела Лавона».
Единственный сын Ицхака Ольшана Йорам погиб в декабре 1973 года во время несения резервистской службы.